# Sheer Mag
Sheer Mag — американський рок-гурт із Філадельфії, штат Пенсільванія, створений у 2014 році.
Стиль гурту — поєднання хардроку та панк-року 1970-х років.
До березня 2016 року гурт Sheer Mag випустив три 7" мініальбоми.
У січні 2015 року журнал Rolling Stone включив гурт до списку «10 нових виконавців, яких потрібно знати», описуючи їх як «банду панків, які є явними прихильниками класичного року сімдесятих».
Четверо з п'яти учасників гурту навчалися в університеті State University of New York at Purchase (SUNY Purchase).
У 2016 році гурт Sheer Mag брав участь у фестивалі Coachella 2016 і виступав на вечірньому ток-шоу Late Night with Seth Meyers.
10 травня 2017 року гурт Sheer Mag випустив «Need To Feel Your Love» — перший трек з їхнього першого повноформатного альбому «Need to Feel Your Love».
19 червня 2019 року вони анонсували свій другий альбом A Distant Call.

## Історія
Основні учасники гурту Sheer Mag — Крістіна Гелладей, Метт Палмер, Харт Сілі і Кайл Сілі (брат та сестра) — познайомилися під час навчання в університеті SUNY Purchase. Після закінчення навчання, вони разом переїхали до Філадельфії та створили гурт у 2014 році. Вони разом переїхали в будинок, який назвали «The Nuthouse».
У вересні 2014 року, на їх власному лейблі Wilsons RC, вийшов дебютний однойменний 7" мініальбом. Мініальбом отримав схвальні відгуки. Навесні 2015 року гурт Sheer Mag вирушив у свій перший тур по США. Їхній мініальбом був випущений у Великій Британії/Європейському Союзі на лондонському незалежному панк-лейблі Static Shock Records. У майбутньому гурт Sheer Mag неодноразово співпрацюватиме з цим лейблом.
У квітні 2015 року гурт випустив свій другий мініальбом, цього разу спільно з бруклінським лейблом Katorga Works.
У березні 2016 року гурт Sheer Mag випустив третій 7" вініловий мініальбом.
На початку 2017 року лейбли Wilsons RC і Static Shock випустили компіляційний альбом, який містив всі пісні з попередніх релізів гурту Sheer Mag.
10 травня 2017 року Sheer Mag випустили заголовний трек зі свого майбутнього повноформатного альбому Need to Feel Your Love, який вийшов 14 липня.
19 червня 2019 року вони анонсували свій другий альбом A Distant Call, який вийде 23 серпня того ж року.
Трек «Expect the Bayonet» з альбому Need to Feel Your Love став треком для передвиборчої акції політика Берні Сандерса у Квінсі, штат Нью-Йорк, у жовтні 2019 року. У політичному подкасті RollingStone «Корисні ідіоти», як головна музична тема, використовується той самий трек «Expect the Bayonet».
Восени 2021 року гурт Soul Glo підтримував гурт Sheer Mag у турі по східному узбережжю США.
У серпні 2023 року гурт Sheer Mag підписав контракт з лейблом Third Man Records і випустив першу за чотири роки нову пісню, «All Lined Up».

## Учасники гурту

### Поточні
- Крістіна Халладей (Christina Halladay) — головний вокал (2014–наш час)
- Метт Палмер (Matt Palmer) — ритм гітара, клавішні (2014–наш час)
- Кайл Сілі (Kyle Seely) — головна гітара, бек-вокал (2014–наш час), барабани (2019–наш час; лише як студійний учасник)
- Харт Сілі (Hart Seely) — бас-гітара (2014–наш час)

### Поточні гастрольні учасники
- Еван Кемпбелл (Evan Campbell) — барабани (2023–наш час)

### Колишні
- Ян Дікстра (Ian Dykstra) — барабани (2014—2015, 2016—2017)[15]
- Аллен Чепмен (Allen Chapman) — барабани (2015)[16]
- Камерон Віш (Cameron Wisch) — барабани (2017)[17]
- Джакомо Дзатті (Giacomo Zatti) — барабани (2017—2023; гастрольний учасник)

## Дискографія

### Студійні альбоми
- Need to Feel Your Love (Wilsuns Recording Company / Static Shock, 2017)
- A Distant Call (Wilsuns Recording Company, 2019)[12]
- Playing Favorites (Third Man Records, (2024)[18]

### Мініальбоми
- I (Wilsuns Recording Company / Static Shock, 2015)
- II (Wilsuns Recording Company / Katorga Works / Static Shock, 2015)
- III (Wilsuns Recording Company / Static Shock, 2016)

### Збірні альбоми
- Compilation (I, II & III) (Wilsuns Recording Company / Static Shock / Get Better, 2017)

### Концертні альбоми
- Live! (Shout Recordings, 2019)